# Slag bij Cellorigo (882)
De Slag bij Cellorigo vond plaats in 882 tussen het Omajjadische emiraat Córdoba en het christelijke koninkrijk Asturië. De inzet van de slag was het kasteel van Cellorigo en het omliggende platteland.

## Achtergrond
In 882 sloot de heerser van Banu Qasi Mohammed ibn Lubb al-Qasawi, die, net als zijn vader Lubb ibn Musa vóór hem, voorheen goede betrekkingen had gehad met de christelijke koninkrijken ten noorden van zijn grondgebied, zich aan bij een coalitie met de strijdkrachten van de Omajjadische emir Mohammed I van Córdoba. Als gebaar van goede wil stuurde de emir zijn zoon Al-Mundhir van Córdoba om zich bij Mohammed ibn Lubb aan te sluiten bij invallen langs de rivier Ebro. Mohammed ibn Lubb begaf zich vanuit Zaragoza langs de Ebro en verwoestte de valleien waar hij doorheen trok in La Rioja, dat destijds toebehoorde aan de koning van Zaragoza, Isma'el ibn Musa, en de koning van Tudela, Fortun ibn Musa, beiden waren ooms van Mohammed ibn Lubb.

## Het gevecht
Bij hun aankomst in Cellorigo probeerden Mohammed ibn Lubb en Al-Mundhir het kasteel in te nemen, omdat het strategisch gepositioneerd was om een van de weinige passen die het Obarenes-gebergte doorkruisten te beschermen. Het kasteel werd verdedigd door Vela Jiménez, graaf van het Asturische graafschap Álava. Bij de aanval vielen er in beide legers veel gewonden en de moslimtroepen slaagden er niet in het kasteel in te nemen. Daarna nam Al-Mundir een aanzienlijk deel van het moslimleger mee en ging naar Pancorbo, een andere bergpas door de Obarenes. De aanval op het kasteel duurde een aantal dagen en eindigde met een nieuwe moslimterugtocht en veel slachtoffers.
Na deze terugtrekkingen gaf koning Alfonso III van Asturië Jiménez en de Castiliaanse graaf Diego Rodríguez Porcelos de opdracht om Mohammed ibn Lubb en Al-Mundhir te achtervolgen. Na enige tijd achtervolgd te zijn, drongen de moslimleiders aan op vrede.